# Gettr
Gettr (стилизовано GETTR) је друштвени медиј и сајт за микроблогинг који највише користе амерички конзервативци. Основао га је Џејсон Милер, бивши помоћник Доналда Трампа, а званично је покренут 4. јула 2021. године. Кориснички интерфејс и скуп функција описани су као веома слични онима које користи Twitter.
Наишао је проблеме убрзо након покретања, укључујући интернет тролове који су објављивали садржај који је прекршио услове рада, кориснике који су га преплавили порнографијом, као и кратко хаковање неких налога високог профила. Новинари су приметили распрострањеност екстремног садржаја, укључујући расизам, антисемитизам и терористичку пропаганду.
До новембра 2021. имао је скоро 3 милиона корисника укупно и скоро 400.000 корисника активних на дневном нивоу. Од фебруара 2022. број корисника повећао се на 4,5 милиона. Према агенцији Sensor Tower, од фебруара 2022. било је 6,5 милиона преузимања апликације Gettr кроз Apple App Store и Google Play Store.